# Empoli Football Club 1985-1986
Questa voce raccoglie le informazioni riguardanti l'Empoli Football Club nelle competizioni ufficiali della stagione 1985-1986.

## Stagione
Nella stagione 1985-1986 l'Empoli raggiunge il massimo livello del calcio nazionale, la Serie A, per la prima volta nella sua storia e lo fa in modo rocambolesco, sotto la guida dell'allenatore Gaetano Salvemini. Dopo una lenta partenza, la prima vittoria arriva alla sesta giornata (3-2) contro l'Arezzo, poi l'Empoli cresce alla distanza e al termine del girone di andata ha 20 punti, al sesto posto in folta compagnia. Nel girone di ritorno ottiene ben 25 punti, facendo meglio di tutti. Al termine del torneo la classifica dice: Ascoli 50, Brescia 47, Lanerossi Vicenza 46, Empoli e Triestina 45. Le prime tre salirebbero in Serie A, con l'Empoli che pare dunque solo sfiorare la promozione, ma un nuovo scandalo, quello delle partite "truccate" (il cosiddetto Totonero-bis), riscrive i verdetti della stagione. Nei mesi estivi il Lanerossi Vicenza viene, infatti, escluso dal campionato di Serie A e la Triestina viene penalizzata di un punto, così l'Empoli si trova promosso nella massima serie per meriti propri e grazie alle deliberazioni della Commissione di Appello Federale.
In Coppa Italia l'Empoli disputa il quarto girone di qualificazione e si qualifica per gli ottavi di finale della manifestazione, grazie al secondo posto nel girone. L'Inter lo ha vinto con 8 punti, in seconda posizione con 5 punti arrivano Empoli, Avellino, Cesena e Brescia, l'Ancona ultimo con 2 punti. Grazie alla miglior differenza reti la squadra empolese è promossa agli ottavi. Dove trova il Milan, che supera nel doppio confronto, vittoria (1-0) al Castellani e pareggio a (1-1) a San Siro. Nei quarti derby toscano con i viola, in casa (3-2) per l'Empoli, a Firenze (3-0) per i viola che trovano la semifinale.

## Rosa
| N. |                   | Ruolo | Calciatore         |
| -- | ----------------- | ----- | ------------------ |
|    | Italia (bandiera) | P     | Fabrizio Calattini |
|    | Italia (bandiera) | P     | Giulio Drago       |
|    | Italia (bandiera) | D     | Massimo Cardelli   |
|    | Italia (bandiera) | D     | Ezio Gelain        |
|    | Italia (bandiera) | D     | Silvio Gori        |
|    | Italia (bandiera) | D     | Roberto Miggiano   |
|    | Italia (bandiera) | D     | Natale Picano      |
|    | Italia (bandiera) | D     | Andrea Salvadori   |
|    | Italia (bandiera) | D     | Claudio Vertova    |
|    | Italia (bandiera) | C     | Marco Calonaci     |

| N. |                   | Ruolo | Calciatore             |
| -- | ----------------- | ----- | ---------------------- |
|    | Italia (bandiera) | C     | Antonio Caruso         |
|    | Italia (bandiera) | C     | Andrea Del Bino        |
|    | Italia (bandiera) | C     | Francesco Della Monica |
|    | Italia (bandiera) | C     | Luca Della Scala       |
|    | Italia (bandiera) | C     | Walter Mazzarri        |
|    | Italia (bandiera) | C     | Corrado Urbano         |
|    | Italia (bandiera) | A     | Walter Casaroli        |
|    | Italia (bandiera) | A     | Luca Cecconi           |
|    | Italia (bandiera) | A     | Loriano Cipriani       |
|    | Italia (bandiera) | A     | Adelino Zennaro        |

## Risultati

### Serie B

#### Girone di andata
| Arbitro: | Leni (Perugia) |

|               |           |             |
| Di Nicola 85’ | Marcatori | 42’ Zennaro |

| Empoli 15 settembre 1985 2ª giornata | Empoli            | 0 – 0 | Palermo | Stadio Carlo Castellani\| Arbitro: \| Frigerio (Milano) \| |
| Arbitro:                             | Frigerio (Milano) |       |         |                                                            |

| Arbitro: | Pellicanò (Reggio Calabria) |

|                      |           |             |
| De Vecchi 80’ (rig.) | Marcatori | 63’ Zennaro |

| Arbitro: | Esposito (Torre del Greco) |

|                     |           |                  |
| Cardelli 15’ (aut.) | Marcatori | 29’ Della Monica |

| Arbitro: | Vecchiatini (Bologna) |

|  |           |            |
|  | Marcatori | 53’ Crusco |

| Arbitro: | Coppetelli (Tivoli) |

|                                |           |                      |
| Gori 25’, 50’ Della Monica 70’ | Marcatori | 82’ Ermini 90’ Raggi |

| Arbitro: | Pirandola (Lecce) |

|                  |           |             |
| Berlinghieri 85’ | Marcatori | 67’ Zennaro |

| Arbitro: | Lamorgese (Potenza) |

|              |           |  |
| Cipriani 64’ | Marcatori |  |

| Arbitro: | Da Pozzo (Monza) |

|                         |           |  |
| El. Nicolini 73’ (rig.) | Marcatori |  |

| Empoli 10 novembre 1985 10ª giornata | Empoli                    | 0 – 0 | Brescia | Stadio Carlo Castellani\| Arbitro: \| Pezzella (Frattamaggiore) \| |
| Arbitro:                             | Pezzella (Frattamaggiore) |       |         |                                                                    |

| Arbitro: | Baldi (Roma) |

|  |           |            |
|  | Marcatori | 33’ Urbano |

| Arbitro: | Boschi (Parma) |

|                                              |           |  |
| Bencina 12’, 32’ Bongiorni 60’ Nicoletti 89’ | Marcatori |  |

| Arbitro: | Paolo Tubertini (Bologna) |

|                                         |           |                                            |
| Della Monica 9’ Cecconi 31’, 51’ (rig.) | Marcatori | 39’ (rig.) P. Iachini 85’ (aut.) Salvadori |

| Arbitro: | Greco (Lecce) |

|                        |           |                                 |
| Policano 21’ Butti 73’ | Marcatori | 45’ (rig.) Cecconi 82’ Casaroli |

| Arbitro: | Casarin (Milano) |

|              |           |             |
| Casaroli 66’ | Marcatori | 86’ Barbuti |

| Arbitro: | Sguizzato (Verona) |

|           |           |             |
| Massi 73’ | Marcatori | 80’ Cecconi |

| Arbitro: | Magni (Bergamo) |

|                                  |           |  |
| Galbiati 49’ (aut.) Cipriani 79’ | Marcatori |  |

| Arbitro: | Lamorgese (Potenza) |

|                                  |           |  |
| Vertova 6’ (aut.) G. De Rosa 24’ | Marcatori |  |

| Arbitro: | Longhi (Roma) |

|                         |           |                           |
| Cecconi 19’, 83’ (rig.) | Marcatori | 6’ Gibellini 18’ Agostini |

#### Girone di ritorno
| Arbitro: | Baldas (Trieste) |

|                    |           |  |
| Cecconi 58’ (rig.) | Marcatori |  |

| Arbitro: | Pairetto (Torino) |

|              |           |            |
| Sorbello 12’ | Marcatori | 44’ Urbano |

| Arbitro: | Gava (Treviso) |

|              |           |  |
| Cipriani 63’ | Marcatori |  |

| Empoli 16 febbraio 1986 23ª giornata | Empoli         | 0 – 0 | Campobasso | Stadio Carlo Castellani\| Arbitro: \| Tarallo (Como) \| |
| Arbitro:                             | Tarallo (Como) |       |            |                                                         |

| Arbitro: | Cornieti (Forlì) |

|  |           |              |
|  | Marcatori | 5’ Salvadori |

| Arbitro: | Pieri (Genova) |

|  |           |                           |
|  | Marcatori | 22’ Calonaci 56’ Cipriani |

| Arbitro: | Ongaro (Rovigo) |

|              |           |  |
| Mazzarri 58’ | Marcatori |  |

| Catanzaro 16 marzo 1986 27ª giornata | Catanzaro                 | 0 – 0 | Empoli | Stadio Militare\| Arbitro: \| Pezzella (Frattamaggiore) \| |
| Arbitro:                             | Pezzella (Frattamaggiore) |       |        |                                                            |

| Empoli 23 marzo 1986 28ª giornata | Empoli            | 0 – 0 | Lanerossi Vicenza | Stadio Carlo Castellani\| Arbitro: \| Mattei (Macerata) \| |
| Arbitro:                          | Mattei (Macerata) |       |                   |                                                            |

| Arbitro: | Baldi (Roma) |

|                            |           |  |
| Gritti 6’, 58’ Mossini 60’ | Marcatori |  |

| Empoli 13 aprile 1986 30ª giornata | Empoli         | 0 – 0 | Catania | Stadio Carlo Castellani\| Arbitro: \| Boschi (Parma) \| |
| Arbitro:                           | Boschi (Parma) |       |         |                                                         |

| Empoli 20 aprile 1986 31ª giornata | Empoli                    | 0 – 0 | Cremonese | Stadio Carlo Castellani\| Arbitro: \| Pezzella (Frattamaggiore) \| |
| Arbitro:                           | Pezzella (Frattamaggiore) |       |           |                                                                    |

| Arbitro: | Lo Bello (Siracusa) |

|                |           |  |
| Costantini 18’ | Marcatori |  |

| Arbitro: | Pellicanò (Reggio Calabria) |

|                  |           |  |
| Mileti 3’ (aut.) | Marcatori |  |

| Ascoli Piceno 18 maggio 1986 34ª giornata | Ascoli           | 0 – 0 | Empoli | Stadio Cino e Lillo Del Duca\| Arbitro: \| D'Elia (Salerno) \| |
| Arbitro:                                  | D'Elia (Salerno) |       |        |                                                                |

| Arbitro: | Lombardo (Marsala) |

|                  |           |                |
| Della Monica 52’ | Marcatori | 75’ Morbiducci |

| Roma 1º giugno 1986 36ª giornata | Lazio            | 0 – 0 | Empoli | Stadio Olimpico\| Arbitro: \| Casarin (Milano) \| |
| Arbitro:                         | Casarin (Milano) |       |        |                                                   |

| Arbitro: | Longhi (Roma) |

|                          |           |  |
| Vertova 77’ Mazzarri 85’ | Marcatori |  |

| Arbitro: | Mattei (Macerata) |

|  |           |            |
|  | Marcatori | 15’ Urbano |

### Coppa Italia

#### Quarto girone
| Arbitro: | Baldas (Trieste) |

|  |           |                                         |
|  | Marcatori | 3’, 27’, 36’, 44’ Cecconi 51’ Salvadori |

| Arbitro: | Frigerio (Milano) |

|                   |           |                  |
| Traini 35’ (rig.) | Marcatori | 47’ Della Monica |

| Arbitro: | Pieri (Genova) |

|                    |           |                  |
| Cecconi 56’ (rig.) | Marcatori | 76’ (rig.) Brady |

| Arbitro: | Lombardo (Marsala) |

|            |           |                 |
| Cecconi 6’ | Marcatori | 31’ Boccafresca |

| Arbitro: | Coppetelli (Tivoli) |

|                                  |           |             |
| Mossini 21’ Bonometti 56’ (rig.) | Marcatori | 75’ Cecconi |

#### Ottavi di finale
| Arbitro: | Baldi (Roma) |

|             |           |  |
| Cecconi 85’ | Marcatori |  |

| Arbitro: | Lo Bello (Siracusa) |

|              |           |                  |
| P. Rossi 35’ | Marcatori | 54’ Della Monica |

#### Quarti di finale
| Arbitro: | Paparesta (Bari) |

|                                          |           |                               |
| Zennaro 72’ Cecconi 73’ Della Monica 89’ | Marcatori | 13’ A. Maldera 76’ Battistini |

| Arbitro: | Pairetto (Torino) |

|                                   |           |  |
| Monelli 1’ (rig.), 11’ Oriali 50’ | Marcatori |  |

## Statistiche

### Statistiche di squadra
| Competizione | Punti | In casa | In casa | In casa | In casa | In casa | In casa | In trasferta | In trasferta | In trasferta | In trasferta | In trasferta | In trasferta | Totale | Totale | Totale | Totale | Totale | Totale | DR |
| Competizione | Punti | G       | V       | N       | P       | Gf      | Gs      | G            | V            | N            | P            | Gf           | Gs           | G      | V      | N      | P      | Gf     | Gs     | DR |
| ------------ | ----- | ------- | ------- | ------- | ------- | ------- | ------- | ------------ | ------------ | ------------ | ------------ | ------------ | ------------ | ------ | ------ | ------ | ------ | ------ | ------ | -- |
| Serie B      | 45    | 19      | 9       | 9       | 1       | 19      | 9       | 19           | 4            | 10           | 5            | 13           | 19           | 38     | 13     | 19     | 6      | 32     | 28     | +4 |
| Coppa Italia |       | 4       | 2       | 2       | 0       | 6       | 4       | 5            | 1            | 2            | 2            | 8            | 7            | 9      | 3      | 4      | 2      | 14     | 11     | +3 |
| Totale       | -     | 23      | 11      | 11      | 1       | 25      | 13      | 24           | 5            | 12           | 7            | 21           | 26           | 47     | 16     | 23     | 8      | 46     | 39     | +7 |

### Andamento in campionato[4]
| Giornata  | 1  | 2  | 3  | 4  | 5  | 6 | 7 | 8 | 9 | 10 | 11 | 12 | 13 | 14 | 15 | 16 | 17 | 18 | 19 | 20 | 21 | 22 | 23 | 24 | 25 | 26 | 27 | 28 | 29 | 30 | 31 | 32 | 33 | 34 | 35 | 36 | 37 | 38 |
| --------- | -- | -- | -- | -- | -- | - | - | - | - | -- | -- | -- | -- | -- | -- | -- | -- | -- | -- | -- | -- | -- | -- | -- | -- | -- | -- | -- | -- | -- | -- | -- | -- | -- | -- | -- | -- | -- |
| Luogo     | T  | C  | T  | T  | C  | C | T | C | T | C  | T  | T  | C  | T  | C  | T  | C  | T  | C  | C  | T  | C  | C  | T  | T  | C  | T  | C  | T  | C  | C  | T  | C  | T  | C  | T  | C  | T  |
| Risultato | N  | N  | N  | N  | P  | V | N | V | P | N  | V  | P  | V  | N  | N  | N  | V  | P  | N  | V  | N  | V  | N  | V  | V  | V  | N  | N  | P  | N  | N  | P  | V  | N  | N  | N  | V  | V  |
| Posizione | 11 | 13 | 12 | 10 | 13 | 9 | 9 | 8 | 9 | 10 | 7  | 11 | 9  | 9  | 8  | 8  | 5  | 9  | 9  | 6  | 6  | 5  | 5  | 5  | 4  | 4  | 4  | 4  | 4  | 4  | 4  | 5  | 4  | 4  | 4  | 4  | 4  | 4  |

Legenda:

Luogo: C = Casa; T = Trasferta. Risultato: V = Vittoria; N = Pareggio; P = Sconfitta.

### Statistiche dei giocatori
| Giocatore       | Serie B  | Serie B | Serie B     | Serie B    | Coppa Italia | Coppa Italia | Coppa Italia | Coppa Italia | Totale   | Totale | Totale      | Totale     |
| Giocatore       | Presenze | Reti    | Ammonizioni | Espulsioni | Presenze     | Reti         | Ammonizioni  | Espulsioni   | Presenze | Reti   | Ammonizioni | Espulsioni |
| --------------- | -------- | ------- | ----------- | ---------- | ------------ | ------------ | ------------ | ------------ | -------- | ------ | ----------- | ---------- |
| F. Calattini    | 1        | 0       | ?           | ?          | -            | -            | -            | -            | 1        | 0      | 0+          | 0+         |
| M. Calonaci     | 34       | 1       | ?           | ?          | 8            | 0            | ?            | ?            | 42       | 1      | ?           | ?          |
| M. Cardelli     | 6        | 0       | ?           | ?          | 5            | 0            | ?            | ?            | 11       | 0      | ?           | ?          |
| A. Caruso       | 4        | 0       | ?           | ?          | -            | -            | -            | -            | 4        | 0      | 0+          | 0+         |
| W. Casaroli     | 37       | 2       | ?           | ?          | 9            | 0            | ?            | ?            | 46       | 2      | ?           | ?          |
| L. Cecconi      | 32       | 7       | ?           | ?          | 8            | 9            | ?            | ?            | 40       | 16     | ?           | ?          |
| L. Cipriani     | 31       | 4       | ?           | ?          | 4            | 0            | ?            | ?            | 35       | 4      | ?           | ?          |
| A. Del Bino     | 10       | 0       | ?           | ?          | 7            | 0            | ?            | ?            | 17       | 0      | ?           | ?          |
| F. Della Monica | 36       | 4       | ?           | ?          | 9            | 3            | ?            | ?            | 45       | 7      | ?           | ?          |
| L. Della Scala  | 38       | 0       | ?           | ?          | 9            | 0            | ?            | ?            | 47       | 0      | ?           | ?          |
| G. Drago        | 37       | -28     | ?           | ?          | 9            | -11          | ?            | ?            | 46       | -39    | ?           | ?          |
| E. Gelain       | 36       | 0       | ?           | ?          | 9            | 0            | ?            | ?            | 45       | 0      | ?           | ?          |
| S. Gori         | 12       | 2       | ?           | ?          | 3            | 0            | ?            | ?            | 15       | 2      | ?           | ?          |
| W. Mazzarri     | 9        | 2       | ?           | ?          | 3            | 0            | ?            | ?            | 12       | 2      | ?           | ?          |
| R. Miggiano     | 16       | 0       | ?           | ?          | 2            | 0            | ?            | ?            | 18       | 0      | ?           | ?          |
| N. Picano       | 27       | 0       | ?           | ?          | 4            | 0            | ?            | ?            | 31       | 0      | ?           | ?          |
| A. Salvadori    | 30       | 1       | ?           | ?          | 9            | 1            | ?            | ?            | 39       | 2      | ?           | ?          |
| C. Urbano       | 36       | 3       | ?           | ?          | 8            | 0            | ?            | ?            | 44       | 3      | ?           | ?          |
| C. Vertova      | 32       | 1       | ?           | ?          | 9            | 0            | ?            | ?            | 41       | 1      | ?           | ?          |
| A. Zennaro      | 27       | 3       | ?           | ?          | 8            | 1            | ?            | ?            | 35       | 4      | ?           | ?          |